# Срби у Печују

## Прошлост
По попису из 1871. године у Печују је било 23.863 становника, што значи да је тада далеко бројнији од Загреба. Већ 1881. године Печуј има 30.000 становника, а Загреб га стиже са 28.000. У тако великом граду број православних Срба је међутим непрестано опадао. Било је 1900. године само 183 српске душе, а српска школа није радила.
Са освајањем Барање од стране Турака 1543. године јављају се Срби у Печују. Било их је те године као "мартолоза" у турској војсци, ту стационираној. Записано је 1557. године у месту 112 мартолога, међу којима највише Срба.
Први свештеник у Печују 1690. године био је поп Тодор Сарделић. Он је био сведок тамошњег прелаза Срба у унију са католицима о Богојављенију. Још 1691. године епископ мохачки и сигетски Јеврем, наследник Јефтимија, написао је у Печују синђелију, која је сачувана. Агресивни печујски католици се у цркви језуитској, заклињу о Ускрсу 7. априла 1692. године, да неће у Печују трпети шизматике. Када је 1693. године стигао у Печуј, патријарх српски Арсеније, он је својом проповеди покварио склопљену унију. Срби су се почели 1696. године масовније насељавати по слободним краљевским варошима Будиму, Пешти, Сентандреји, Печују... Пописано је у Печују 1698. године 637 породица, од којих су 372 југословени, 288 католичких и 86 православних. Уредбом од 3. августа 1700. године кардинал Колонић је одредио да се не може трпети никаква јерес у Печују, и да се шизматици (православци) за одређено време морају сјединити са римокатолицима, или ће бити протерани. Православци Срби хришћанском трпељивошћу су подносили мржњу и бес католичке пастве. Печујци су пред католичким свештеницима бежали у оближњи Печвар, где је остао и сачуван печет њиховог абаџијског цеха. Један стари податак из 1721. године, каже да је тада свете усуди (2 свећњака - дикир и трикир) за манастир Крушедол, сковао мајстор Шиме Раднић у Печују. Те старине су биле у поседу "ћир" Максима Гавриловића, епископа "печујског" - у ствари осечко-сечујског, који је "седео" у Осијеку и Сечују. То је био последњи "сечујско-мохачки" владика, а умро 6. јануара 1732. године у Печују. Још 1691. године епископ Јеврем Јанковић је резидирао у Печују, а претпоставља се да је умро око 1710. године. Следећи владика био је од 1713. године Никанор Мелентијевић. По српском извору из 1905. године каже се да је ту било седиште православног владике до 1718. године. Епархија је званично укинута по царском налогу 10. октобра 1732. године, а њен састав је ушао у будимску епархију. Заслуге за истискивање православног епископа из Печуја носе тамошњи римокатолици. Они су утицали и да се постави њима подобан човек, "један калуђер који са временом покатоличи Србе".
Булићеву земљописну књигу на ћирилици купио је 1824. године претплатом Печујац, римокатолик Јован Јозефовић. У Печују се 1846. године јавља само један читалац пренумерант вредне књиге о историји српског народа. Био је то Марко Аксентијевић, "практикант". Другу српску књигу која је објављена такође 1846. године купило је неколико Печујаца. Скупљач претплате био је професор и барон Јосип Ирникиј, а претплатили су се: госпођа Ида Кереше "љубитељка читања Србские књига", "високоучени" Младен Јоцић слушатељ права, те мештани браћа Божидар и Лазар Атанацковић.
По државном шематизму православног клира у Угарској из 1846. године у тој градској православној парохији православно парохијско звање је основано 1745. године, а црквене матичне књиге се воде од 1777. године. У парохији "Petsvar" 1846. године има православна црква, али ту живи само 44 православне душе, a парох је био Алекса Дидовић, којем помаже капелан Никола Дидовић. Ни Школа ни учитељ се не помињу. У граду Печују је о Духовима 1891. године, у присуству цара аустријског и краља угарског Фрање Јосифа и патријарха српског Георгија Бранковића освећена нова православна црква.
Двојица Србина грађана Печујаца, Урош Топонарски и Светозар Грубић, превели су на српски језик приповетке старог мађарског писца Драгутина Берција. Издали су његову књигу под насловом "Живот и фантазија", коју су рекламирали 1878. године у српским новинама.
По српском извору из 1905. године Печуј је слободна краљевска варош, од својих 43.982 становника. Има само 216 православних Срба. Ту спада и 49 Срба војника кадроваца. Место је тада парохијска филијала парохије Печвар. Наводи се да је некад постојала ту православна црква.
Почетком 1904. године основали су Срби у Печују, Прву Српску земљорадничку задругу са неограниченом одговорношћу.
Јереј Светозар Бољарић предавао је 1902—1906. године веронауку православним ђацима у Боњхаду, Капошвару и Печују. Био је од епархијске власти награђен са 200 круна дотације. Стизао је на наставу благодарећи жељезници. Одобрен је 1907. године стечај за учитељицу у српској школи у Печују. Одржаване су 1912. године ђачке гимнастичке утакмице у Печују, за децу из ширег окружења.

## Наше доба
Данашња капела, српска православна у Печују, уређена је 1949. године у грађанској кући, бившем црквеном дому, посвећена Св. Симеону Столпнику. У њој се налазе делови иконостаса Збешке цркве из Сентандреје. Године 2014. почела је градња нове српске православне цркве посвећене Св. Андронику и Јунији, у дворишту садашње капеле.
Српски православни храм је завршен 2010. године, а изграђен је на иницијативу једног мађарског парламентарца рођеног у Печују. Прва средства је стигла из европских фондова, као подстицај Печују да постане Европска престоница културе. Помогла је затим и АП Војводина и Србија. Печујска црква је реплика ранохришћанске базилике Светих епископа из Пореча. У Печују сада живи 300 православних Срба а парох је поп милан Ерић. Уз богомољу се налази музејска галерија са збирком старих икона покушљених по барањским православним црквама. Године 2019. председник месне Српске православне цркве општине је Борис Бранковић, а на челу Самоуправе Срба у Печују су Радован Горјанац председник и чланови др Милица Павлов и Душан Грошић.

## Знаменити Срби у Печују
- Петар Добровић, рођен 1890. у Печују, сликар и политичар
- Никола Добровић, архитекта